# Jaume Gort Farré
Jaume Gort Farré (Montoliu de Lleida, 27 d'agost de 1919 - Lleida, 9 de novembre de 1966, als 47 anys) fou un escultor català. Es va iniciar en l'ofici a la Llar de Sant Joseph de Lleida sota la direcció de Ramon Borràs, continuant després a l'Escola del Treball, on tenia de professor al senyor Francesc Argilés Bifet.
Amb una beca de la Diputació Provincial de Lleida va anar a completar els seus estudis a l'Escola d'Arts i Oficis de Barcelona, al mateix temps que posava en pràctica els seus coneixements al taller de l'escultor Enric Monjo, i és allí on, sota la seva direcció, esculpí l'Arc Triomfal de la pujada al camerino de la Mare de Déu de Montserrat. També intervingueren en la seva formació els escultors Joan Rebull i Miquel Marigó, entre d'altres.
Es traslladà després a París i Roma on deixà mostres del seu art, tornant més tard a Lleida, on la seva tasca esdevindria, des de llavors molt extensa. En els primers temps d'aprenentatge li fou encomanada la restauració de les imatges de la façana de Sant Jaume i la de la Mare de Déu gòtica de la façana de l'Institut d'Estudis Ilerdencs.
Jaume Gort va saber assimilar les més diverses tècniques i va dominar materials tan diferents com són l'escaiola, el fang, la fusta, la pedra i el marbre.
Entre les primeres obres cal destacar el grup escultòric "La fugida a Egipte", conegut popularment com "el pas de la somereta" que desfila cada any a la processó del Diumenge de Rams a la ciutat de Lleida. Una de les imatges més conegudes és la de Sant Jaume a la capella del Peu del Romeu, una talla que presideix anualment la tradicional processó dels fanalets de Lleida.
També hi ha un bon nombre de grups escultòrics al cementiri de Lleida.

## Altres obres destacades
- Imatge del Sagrat Cor, Sant Crist, Sant Nicolau i Sant Antoni a l'església de Sant Joan de Lleida.
- Imatge de Sant Pere Claver a l'església de Verdú.
- Imatges de Sant Josep i àngels de l'altar major a la Llar de Sant Josep de Lleida
- Relleus de Sant Cristòfol al Palau Episcopal de Lleida.
- Relleu de Jacint Verdaguer a la Plaça Mossèn Cinto de Lleida.
- Algunes figures dels Camps Elissis de Lleida.
- Els àngels de l'altar de sant Josep a la Catedral Nova de Lleida.
- La verge de l'ermita de Grenyana.[2]
- Imatges en les esglésies de Gausac a la Val d'Aran, Ribera de Cardós, La Riba, Barbastre, etc.